# 康斯坦丁·聶恰耶夫
康斯坦丁·彼得羅維奇·聶恰耶夫（羅馬化：Konstantin Petrovich Nechaev；1883年5月31日—1946年2月5日）是波蘭裔的俄羅斯帝國陸軍軍官，在俄國內戰中率領白俄軍，紅軍獲勝大勢已去後流亡中國，改部為白俄傭兵並為奉軍賣命，直至傭兵部隊在北伐戰爭中被摧毀為止。下野後退隱滿洲並成為當地白俄難民的社區領袖，但終於二戰末期蘇聯入侵滿洲國後遭施密爾舒逮捕及處決。

## 早年與一次大戰
聶恰耶夫於1883年出生於俄屬波蘭羅茲，1902年時於莫斯科軍校畢業，1904年進入特維爾騎兵容克學校，畢業後分發至第5騎兵師第1旅的立陶宛第5槍騎兵團擔任軍官，1907年時轉至同旅的第5卡爾戈波爾龍騎兵團擔任騎兵尉官（Poruchik）。一次大戰期間，聶恰耶夫於1916年升任騎兵參謀（Rotmistr），翌年晉升為上校，曾以戰功獲頒四等聖喬治勳章。

## 俄國內戰
俄國十月革命後，聶恰耶夫隨第5卡爾戈波爾龍騎兵團於1918年初赴薩馬拉，8月時加入憲法制定議會議員委員會（科穆奇人民軍），出任第1喀山志願龍騎兵團團長，隸屬於白軍卡佩爾的第1伏爾加軍團，次年升任伏爾加騎兵旅旅長，做為卡佩爾麾下的主要騎兵指揮官，參加俄國內戰中的東線作戰，包括烏法戰役、茲拉托烏斯特戰役、車里雅賓斯克戰役，以及托博爾斯克─彼得羅巴甫洛夫斯克戰役等軍事行動。由於白軍戰況漸落下風，聶恰耶夫隨卡佩爾殘部退往西伯利亞，並參加了著名的西伯利亞冰雪大行軍，在嚴冬中越過結冰的貝加爾湖。聶恰耶夫在艱困的路途中存活下來，但部隊傷亡慘重，包括指揮官卡佩爾在內至少70%的官兵及無數非戰鬥人員死於凍傷或肺炎。

弗拉基米爾·卡佩爾，俄國內戰中的白軍首領之一，曾是聶恰耶夫的上司。

隨後，聶恰耶夫投奔外貝加爾的謝苗諾夫白軍，繼續於其麾下指揮騎兵部隊，並被任命為少將，1920年4月時再晉升中將，期間曾率約300名部屬隨恩琴男爵進入外蒙古活動。聶恰耶夫於1921年離開軍隊，流亡至哈爾濱，但仍繼續參與當地的白俄君主派團體，如俄羅斯全軍聯盟等。1922年10月，俄國內戰中最後的白軍政權「阿穆爾河沿岸臨時政府」垮台，數千名白俄官兵拒絕投降，帶走大批武器裝備逃往中國邊境，其中甚至包含裝甲列車。
1920年代初期的中國正陷入嚴重的軍閥內戰，北洋政府無力控制各地的軍閥派系，掌握東三省的奉系領袖張作霖在第一次直奉戰爭落敗後正致力於重整旗鼓，他聽聞在邊境地區出現流浪白俄武裝，遂計畫招募這群具有豐富戰鬥經驗的官兵。年輕時曾在俄國遠東活動的張宗昌不久前投入張作霖麾下，並被派往吉林省邊境駐防，並透過他的優異俄語能力招募了一批白俄武裝；聶恰耶夫則在張作霖的俄國顧問契科夫上校邀請下前往奉天，協助白俄兵員的招募與雇傭軍的籌建。

## 白俄雇傭軍
聶恰耶夫在哈爾濱的俄僑中招募了兩個連的人力，加上張宗昌在邊境收編而來的白俄武裝及裝甲列車，奉軍在1924年初已擁有約700名白俄傭兵；當時白俄難民因不諳中文在中國很難找到工作，加上不少男人均有一戰或內戰的戰鬥經驗，參軍成為了十分熱門的選擇。而此時蘇聯亦企圖在中國尋找代理人，張作霖曾是選項之一，隸屬紅軍的紀錄片導演格里涅夫斯基（Grinevsky）曾在中國拍攝宣傳用紀錄片〈1924-1925年的中國現代戰爭〉（Modern Warfare in China 1924–1925），聶恰耶夫與數名白俄軍官皆有入鏡。然而蘇聯與張作霖之間的關係十分短暫，到1925年時，蘇聯已與奉系決裂，轉向支持馮玉祥的國民軍與南方的廣州政府。托洛斯基也在1925年底的一次演說中指出，聶恰耶夫與他的部隊獲得英國支持，企圖在中國復辟君主制。
第二次直奉戰爭中，聶恰耶夫隨奉軍投入戰鬥，其部下除白俄軍之外，也包含300名日本浪人及中國士兵。1924年11月，潰敗的直軍已無力阻擋奉軍入關，聶恰耶夫隨張宗昌部長驅直入，沿著津浦鐵路征服山東、江蘇、上海。聶恰耶夫在張宗昌部下負責指揮白俄傭兵，此時部隊已擴充到近3000人，並擁有4輛威力強大的裝甲列車，有不少兵員來自高爾察克或謝苗諾夫的舊部，而張宗昌亦給予白俄傭兵相當高的自主性。

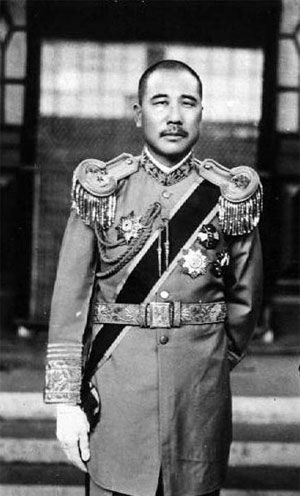
張宗昌，直魯聯軍領袖，聶恰耶夫在中國活動時的直屬上司。

1925年上半，奉系勢力已深入長江下游，楊宇霆、姜登選分任江蘇、安徽督辦，張學良亦進駐上海，引起東南各路勢力緊張，逐步結成反奉同盟，以直系出身的浙江督辦孫傳芳為首。而北方馮玉祥國民軍已與奉系分裂，暗中籠絡李景林、郭松齡等奉軍高層；吳佩孚亦在湖北、河南重建勢力，亟欲重奪地盤。
11月，孫傳芳起兵反奉，在東南軍人的支持下將奉軍逐出江南；郭松齡亦在馮玉祥唆使下於灤州倒戈，回師進攻奉天，迫使張作霖不得不收縮南方的軍力，改派張宗昌、施從濱出掌江蘇與安徽，抵抗孫傳芳北上。聶恰耶夫率白俄軍及鐵甲車隊偕同施從濱，沿津浦鐵路推進，對直軍造成嚴重威脅。在固鎮之戰中，直軍成功破壞鐵路以阻止鐵甲車隊前進，並埋設地雷將車廂炸出軌道；由於白俄士兵軍紀惡劣、行為殘暴，在中國聲名狼藉，因此絕大多數的白俄官兵都在戰鬥中遭到報復性屠殺。施從濱本人被俘，不久後遭到處決；聶恰耶夫雖然逃過一劫，但也失去了一條腿。
儘管身受重傷，聶恰耶夫在數個月後仍然回到前線，擔任直魯聯軍第65師師長，該師下轄兩個旅，其中一旅由白俄士兵組成，約有3765名官兵，通稱「聶恰耶夫旅團」 ；而聶恰耶夫事實上也是直魯軍轄下所有白俄官兵的領袖，至少有5270名官兵接受他的指揮。在1926年的戰鬥中，聶恰耶夫的鐵甲車隊曾擊潰了馮玉祥的鐵甲車隊，國民軍的鐵甲車則由蘇聯顧問的建造指揮。由於奉系的敵人（包含南方的國民政府與馮玉祥國民軍）都獲得蘇聯的支持，聶恰耶夫與他的部下們也將這場戰爭視為對抗布爾什維克的聖戰。

## 北伐
在漫長的戰爭中，聶恰耶夫的白俄軍蹂躪了鐵路沿線的城鎮與鄉村，他手上僅存的三輛鐵甲車近乎所向無敵，但白俄士兵的來源逐漸減少，他無法獲得更多人員補充；而奉系也在各路軍閥的圍攻下局勢日蹙。到1927年時，白俄雇傭軍的人員數量已不滿千人，聶恰耶夫解散了鐵甲車以外的單位，集中運用僅餘的人力對抗來勢洶洶的國民革命軍。
1927年3月，國民革命軍摧毀孫傳芳的勢力後，即將威脅上海，當地由孫傳芳的殘部與張宗昌派遣的增援，包含聶恰耶夫的部隊所駐防，負責鎮壓來自共產黨人與當地黑幫發動的多場武裝暴動，但們仍在4月中被逐出城市。
1928年6月，張作霖遇刺身亡，張學良接管奉系後開始嘗試與國民革命軍談判，張宗昌、孫傳芳等舊軍閥則希望奮戰到底，儘管他們的部隊已經殘破不堪。駐軍灤河一帶的聶恰耶夫手上仍有三輛鐵甲車，他有意協助張宗昌入侵東北，推翻張學良對東三省的統治；但張學良已察覺他們的陰謀，搶先下令奉軍將其包圍，並解除了直魯軍各部的武裝。張宗昌認知到大勢已去，同意放棄抵抗，並解散了包括白俄軍在內的所有部隊。

## 晚年
聶恰耶夫失勢下野後寓居大連，曾有謠傳認為他隨張宗昌在1929年返回山東奪權，儘管這項流言有其合理之處，但無法獲得證實，張宗昌則遭到他的舊日仇敵暗殺身亡。
1929年7月，中東路事件爆發，中國與蘇聯關係急遽惡化，居住中國東北的白俄僑民再度獲得重視，甚至被東北軍重新組織起來對抗蘇聯紅軍可能的入侵。蘇聯方面認為，聶恰耶夫很可能被任命為游擊隊的指揮官，指揮白俄游擊隊騷擾蘇聯邊境，還有情報指出聶恰耶夫本人於1930年1月遭到蘇聯邊防軍擊斃，但此事事後被證明為誤傳。
中東路事件後，蘇聯方面要求中國驅逐中東鐵路公司內的白俄人士，包含聶恰耶夫在內，但聶恰耶夫事後仍留在滿洲活動，並成為白俄僑民的領袖之一，主持了兩個白俄移民社團：1930年的「俄羅斯民族社群」（Russian National Community）及1940年代的「俄羅斯滿州移民局」（Bureau of Russian Emigrants in Manchuria）。日本扶植滿洲國成立後，聶恰耶夫也仍居住當地。
1945年8月，蘇聯紅軍入侵滿洲，殘留的白俄成員大多遭到反間諜總局（施密爾舒）拘捕，聶恰耶夫也遭到逮捕，於第6近衛坦克軍團組成的軍事法庭受審並被判死刑，於1946年2月6日在赤塔被問吊。最終於蘇聯解體後的1992年4月才獲俄羅斯政府平反。

## 附註
1. ↑  其姓氏拼法於各種資料來源中有Nechayev[4]、Nechanev[5]、Nechiev[6]、Nechayeff[7]、Netchaieff[8]及Nichaeff[9]等多種版本，漢名有作聶家福、聶恰夫等[10]

1. ↑  部分資料誤記聶恰耶夫死於1927年北伐戰爭期間或1930年中東路事件後。
2. 1 2  Bisher (2005)，第398頁.
3. 1 2  Erohina (2011)，第49頁.
4. 1 2 3 4 5 6 7  Zaloga (2011)，第11頁.
5. 1 2  Fenby (2004)，第111頁.
6. ↑  Lenkoff & Raymond (1967)，第24, 25, 30頁.
7. 1 2 3  Waldron & Cull (1995)，第423頁.
8. 1 2  Jowett (2017)，第196頁.
9. ↑  Jowett (2017)，第63頁.
10. ↑  Chang (1987)，第10頁.
11. 1 2 3 4 5 6 7 8 9 10 11 12 13 14 15 16   [Nechaev, Konstantin Petrovich]. Chelyabinsk Oblast Encyclopedia.   [13 July 2018]. （原始内容存档于2020-06-14） （俄语）.
12. ↑   [Nechaev, Konstantin Petrovich]. ria1914.info.   [14 July 2018]. （原始内容存档于2020-06-14） （俄语）.
13. ↑   [List of captains of the army cavalry by seniority (on 15 September 1916)]. ria1914.info.   [14 July 2018]. （原始内容存档于2020-06-14） （俄语）.
14. 1 2 3   [Nechaev, Konstantin Petrovich]. Hrono.ru.   [13 July 2018]. （原始内容存档于2020-02-23） （俄语）.
15. 1 2  Smele (2015)，第549, 550頁.
16. 1 2  Hošek (2011)，第122頁.
17. 1 2 3  Smele (2015)，第1103頁.
18. ↑  Brown & Onon (1976)，第156頁.
19. 1 2  Lenkoff & Raymond (1967)，第18, 19頁.
20. 1 2  Malmassari (2016)，第78頁.
21. ↑  Jowett (2010)，第33頁.
22. 1 2  Lenkoff & Raymond (1967)，第19頁.
23. 1 2 3  Chan (2010)，第124頁.
24. ↑  Jowett (2010)，第19頁.
25. 1 2  Stephan (1978)，第39頁.
26. 1 2  Waldron & Cull (1995)，第407, 408頁.
27. ↑  Waldron & Cull (1995)，第415, 416頁.
28. ↑  Waldron & Cull (1995)，第408頁.
29. ↑  Waldron & Cull (1995)，第419, 420頁.
30. ↑  Leon Trotsky. . Marxists Internet Archive.   [11 July 2018]. （原始内容存档于2021-08-18）.
31. ↑  Jowett (2010)，第19, 20頁.
32. 1 2 3  Fenby (2004)，第111, 112頁.
33. ↑  Waldron (2003)，第235頁.
34. 1 2  Kössler (1988)，第118頁.
35. ↑  Vishnyakova-Akimova (1971)，第97頁.
36. 1 2 3 4 5 6  Bisher (2005)，第297頁.
37. ↑  Bonavia (1995)，第174頁.
38. ↑  Waldron & Cull (1995)，第418頁.
39. ↑  Vishnyakova-Akimova (1971)，第98頁.
40. 1 2 3  Kwong (2017)，第155頁.
41. 1 2  Smith (2000)，第181頁.
42. ↑  Chan (2010)，第125頁.
43. ↑  Lenkoff & Raymond (1967)，第29, 30頁.
44. ↑  Kwong (2017)，第162–166頁.
45. ↑  Smith (2000)，第181–183頁.
46. ↑  Kwong (2017)，第251頁.
47. 1 2  Malmassari (2016)，第88, 89頁.
48. ↑  Jowett (2017)，第63, 64頁.
49. ↑  Jowett (2017)，第64頁.
50. ↑  Lensen (1974)，第78頁.
51. ↑  Lensen (1974)，第128頁.
52. ↑  Erohina (2011)，第15頁.
53. 1 2  Bisher (2005)，第312頁.